# Liam Rosenior
Pour les articles homonymes, voir Rosenior.
Liam Rosenior, né le 9 juillet 1984 à Wandsworth, est un footballeur anglais qui évolue au poste de défenseur entre 2002 et 2018, reconverti entraîneur.  Il est actuellement entraîneur du RC Strasbourg.

## Carrière

### Formation
Dès son plus jeune âge, Liam Rosenior partage la passion du football avec son père. Ce dernier, Leroy Rosenior (en), est également un footballeur devenu entraîneur.
C'est à 9 ans qu'il lit son premier livre sur les stratégies en matière de football : celui de Charles Hugues, alors responsable de l'entraînement à la Fédération anglaise.
Il a été formé à Bristol.

### Parcours professionnel
Liam Rosenior effectue sa carrière de joueur comme latéral droit à Fulham, Torquay, Reading, Ipswich Town, Hull City et Brighton (141 matches en Premier League, 241 en D2).

### Reconversion comme entraîneur

#### Brighton (2018-2019)
Jeune retraité, Rosenior est engagé par Brighton & Hove en qualité d'entraîneur adjoint de l'équipe réserve en juillet 2018. Il est responsable des U23 (2018-2019). Il est également engagé en tant que consultant par Sky Sports au cours de l'été 2018.

#### Derby County (2019-2022)
En juillet 2019, il rejoint Derby County en tant qu'entraîneur-adjoint auprès de Phillip Cocu. Lorsque le technicien néerlandais est limogé, le 14 novembre 2020, il devient co-entraîneur intérimaire, en compagnie de Justin Walker, Shay Given et Wayne Rooney. Finalement, seul Rooney est confirmé dans ses fonctions à partir du 26 novembre 2020.

#### Hull City (2022-2024)
Liam Rosenior est nommé coach principal de Hull City le 3 novembre 2022. Il se fait limoger le 7 mai 2024.

#### Strasbourg (2024-)
Le 25 juillet 2024, il est nommé entraîneur du RC Strasbourg-Alsace.
Après une première saison réussie, particulièrement durant la phase retour, Liam Rosenior permet à son équipe d'être qualifié pour les barrages de la Ligue Conférence 2025-2026, lors de la victoire du PSG face au Stade de Reims en finale de la Coupe de France. 
Pratiquement qualifié en Ligue des champions lors de la 32e journée, les deux derniers matches de la saison se sont soldés par une défaite et une désillusion, mais une très honorable 7e place, avec l'équipe la plus jeune d'Europe.
Rosenior a par ailleurs fait éclore des pépites très suivies lors du mercato estival suivant, tel que Andrey Santos, Diego Moreira, Mamadou Sarr, Valentin Barco, Dilane Bakwa, Emanuel Emegha, Samuel Amo-Ameyaw ou encore Đorđe Petrović.

## Palmarès
- Hull City
  - Finaliste de la Coupe d'Angleterre en 2014.